# Joanna Skowroń
Joanna Paulina Skowroń (ur. 16 kwietnia 1979 w Gorzów Wlkp) – polska kajakarka, olimpijka z Sydney 2000, Aten 2004, zawodniczka MKKS Gorzów Wielkopolski.
Wielokrotna złota medalistka mistrzostw Polski w konkurencji:
- złota
  - K-1 na dystansie 1000 metrów w roku 2004[1], 2005[2]
  - K-2 na dystansie 1000 m w latach 2001–2002
  - K-2 na dystansie 500 m w latach 2001–2002, 2005[2]
  - K-4 na dystansie 500 m w latach 1997–2000, 2004[1]
  - K-2 na dystansie 200 m w latach 1998, 2001, 2003[3]
  - K-4 na dystansie 200 m w latach 1998–2000, 2003[3]
- srebrna
  - K-1 na dystansie 1000 m w roku 2003[3]
  - K-2 na dystansie 500 m w roku 2003[3], 2004[1]

Wielokrotna (11) medalistka mistrzostw świata:
- złota w roku 2002
- srebrna w latach 2001, 2002, 2003, 2005
- brązowa w latach 1999, 2001, 2003, 2005

Sześciokrotna medalistka mistrzostw Europy w latach 2001–2002.
Na igrzyskach olimpijskich w 2000 zajęła 4. miejsce w konkurencji K-4 na dystansie 500 m. Wynik ten powtórzyła podczas następnych igrzysk olimpijskich w roku 2004 w Atenach.